# Диференціальна топологія
Диференціальна топологія є розділом математики, в якому досліджуються диференційовані функції на диференційованих многовидах. Вона тісно пов'язана з диференціальною геометрією і разом вони складають геометричну теорію диференційованих многовидів.

## Опис
Диференціальна топологія має справу з властивостями та структурами многовиду, з єдиною вимогою до многовиду — задання гладкої структури, тобто такої, яка дозволяє застосувати математичний аналіз на многовиді. Гладкі многовиди є більш «гнучкими», ніж многовиди з додатковими геометричними структурами, наявність таких вимог обмежує класи многовидів та перетворень, які розглядаються у диференціальній топології. Наприклад, об'єм та ріманова кривина є інваріантами, які дозволяють розрізняти різні геометричні структури на одному многовиді, тобто можна плавно «розрівняти» певні многовиди, але це може потребувати викривлення простору і зміни кривини або об'єму. Наприклад, можна відобразити ділянку циліндра на евклідову площину.
З іншого боку, гладкі многовиди більш жорсткі, ніж топологічні многовиди. Джон Мілнор виявив, що деякі сфери мають більш ніж одну гладку структуру — див. екзотичну сферу та теорему Дональдсона. Керваре показав топологічні многовиди, які не мають гладкої структури. Деякі конструкції теорії гладкого многовиду, такі як існування дотичних зв'язків, можуть бути виконані в топологічній обстановці з набагато більше роботи, а інші не можуть.
Однією з основних тем в диференціальній топології є вивчення особливих видів гладких відображень між многовидами, а саме а саме імерсія і субмерсія, а також перехрещення підмноговидів через трансверсальність. Загалом, цікавлять властивості та інваріанти гладких многовидів, які переносяться дифеоморфізмами, інший особливий вид гладкого відображення . Теорія Морса — це ще одна гілка диференціальної топології, в якій топологічна інформація про многовиди виводиться з змін у ранзі якобіанів функції.

## Диференціальна топологія та диференціальна геометрія
Диференціальна топологія та диференціальна геометрія спочатку характеризуються їх подібністю. Вони обидва вивчають в першу чергу властивості диференційованих многовидів, іноді з різними накладами на них структур.
Одна з головних відмінностей полягає в характері проблем, які намагаються розглянути кожен предмет. З одного погляду диференціальна топологія відрізняється від диференціальної геометрії, вивчаючи в першу чергу ті проблеми, які по суті є глобальними. Розглянемо приклад чашки для кави та пончика (Див. цей приклад [Архівовано 14 листопада 2017 у Wayback Machine.]). З точки зору диференціальної топології, пончик і чашка для кави однакові (у певному сенсі). Це, по суті, глобальна точка зору, однак, тому що диференціальному топологу неможливо визначити, чи є обидва об'єкти однаковими (у цьому сенсі), дивлячись на лише крихітну (локальну) частину одного з них. Він або вона повинні мати доступ до кожного цілого (глобального) об'єкта.
З точки зору диференціальної геометрії кавова чашка та пончик відрізняються, оскільки неможливо обертати чашку для кави таким чином, щоб його конфігурація була такою ж, як і пончик. Це також глобальний спосіб думати про проблему. Але важлива відмінність полягає в тому, що геометру не потрібен цілий об'єкт, щоб вирішити це. Наприклад, дивлячись лише на крихітну частину ручки, він може вирішити, що чашка для кави відрізняється від пончика, оскільки ручка є тоншою (або більш вигнутою) ніж будь-яка частина пончика.
Коротко кажучи, диференційована топологія вивчає структури на многовидах, які в певному сенсі не мають цікавої локальної структури. Диференціальна геометрія вивчає структури на многовидах, які мають цікаву локальну (а іноді навіть нескінченно малу) структуру.
Більш математично, наприклад, проблема побудови дифеоморфізму між двома многовидами тієї ж розмірності є глобальною, оскільки локально два таких многовиди завжди дифеоморфні. Аналогічно, проблема обчислення кількості на многовиді, інваріантна при диференційованих відображеннях, за своєю суттю є глобальною, оскільки будь-який локальний інваріант буде тривіальним в тому сенсі, що він вже виявляється в топології Rn. Крім того, диференціальна топологія не обмежує себе обов'язково вивченням дифеоморфізму. Наприклад, симплектична топологія, підгалузь диференціальної топології — вивчає глобальні властивості симплектичного многовиду. Диференціальна геометрія стосується проблем (які можуть бути локальними або глобальними), які завжди мають деякі нетривіальні локальні властивості. Таким чином, диференціальна геометрія може вивчати диференційовані многовиди, обладнані з'єднанням, метрикою (яка може бути римановою, псевдоримановою або фінслеровою), особливого роду розподілу (наприклад, структури CR) тощо.
Ця різниця між диференціальною геометрією та диференціальною топологією розмивається, однак, у питаннях, що стосуються локальних інваріантів диффеоморфізма, таких як дотичний простір в точці. Диференціальна топологія також розглядає такі питання, які, зокрема, стосуються властивостей диференційовних відображень на Rn (наприклад, дотичні розшарування, джетні розшарування, теорема про продовження Уїтні та інше).
Різниця в абстрактному вигляді коротка:
- Диференціальна топологія полягає у вивченні (нескінченно малих, локальних і глобальних) властивостей структур на многовидах, що мають лише тривіальні локальні модулі
- Диференціальна геометрія — це дослідження структур на многовидах, що мають один або декілька нетривіальних локальних модулів.

## Навчальні матеріали
- (укр.) Курс лекцій Диференціальна топологія на YouTube, С. Максименко (Інститут математики НАН України).
- (англ.) Курс лекцій Джона Мілнора, Differential Topology на YouTube.
- (англ.) Конспект лекцій Джона Мілнора, Differential Topology [Архівовано 9 жовтня 2020 у Wayback Machine.], 1958.